# Preondactylus
Preondactylus bufarinii
Genre
Espèce
Preondactylus est un genre fossile de ptérosaures à longue queue du Trias supérieur. Ce genre ne contient qu'une seule espèce connue, Preondactylus buffarinii, qui a été découverte par Nando Buffarini en 1982.

## Historique
Le genre Preondactylus et l'espèce Preondactylus bufarinii sont décrits en 1984 par le paléontologue Rupert Wild,.

### Fossiles
Selon Paleobiology Database en 2025, ce genre Preondactylus adeux collections référencées de fossiles. Ces collections sont de l'Alaunien du Trias supérieur, c'est-à-dire datent de 215,56 à 212 Ma avant notre ère,.

### Répartition
Ces deux collections proviennent d'Udine dans la vallée de Preone des Alpes italiennes.

### Découverte

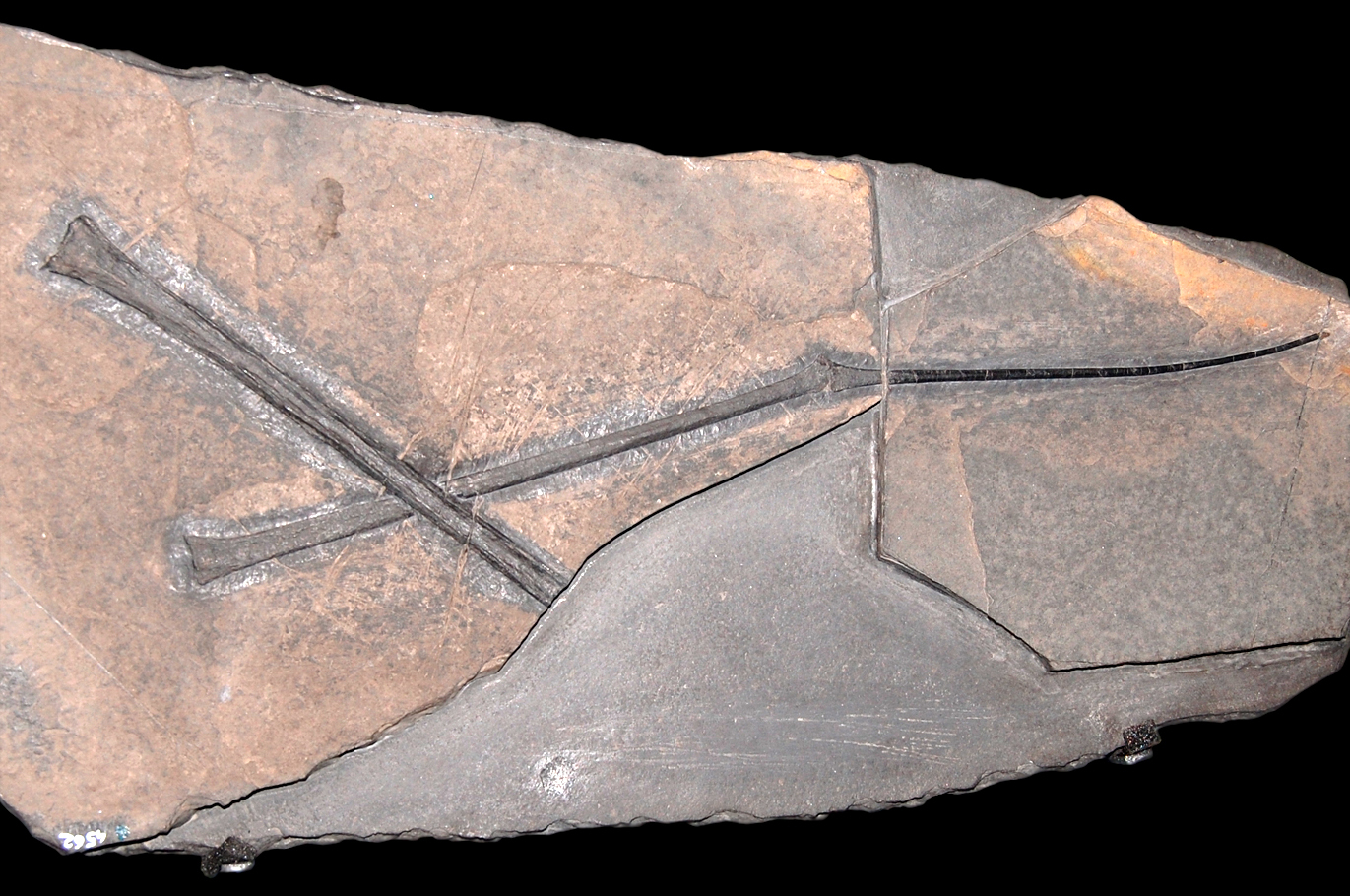
Fossile avec les os.

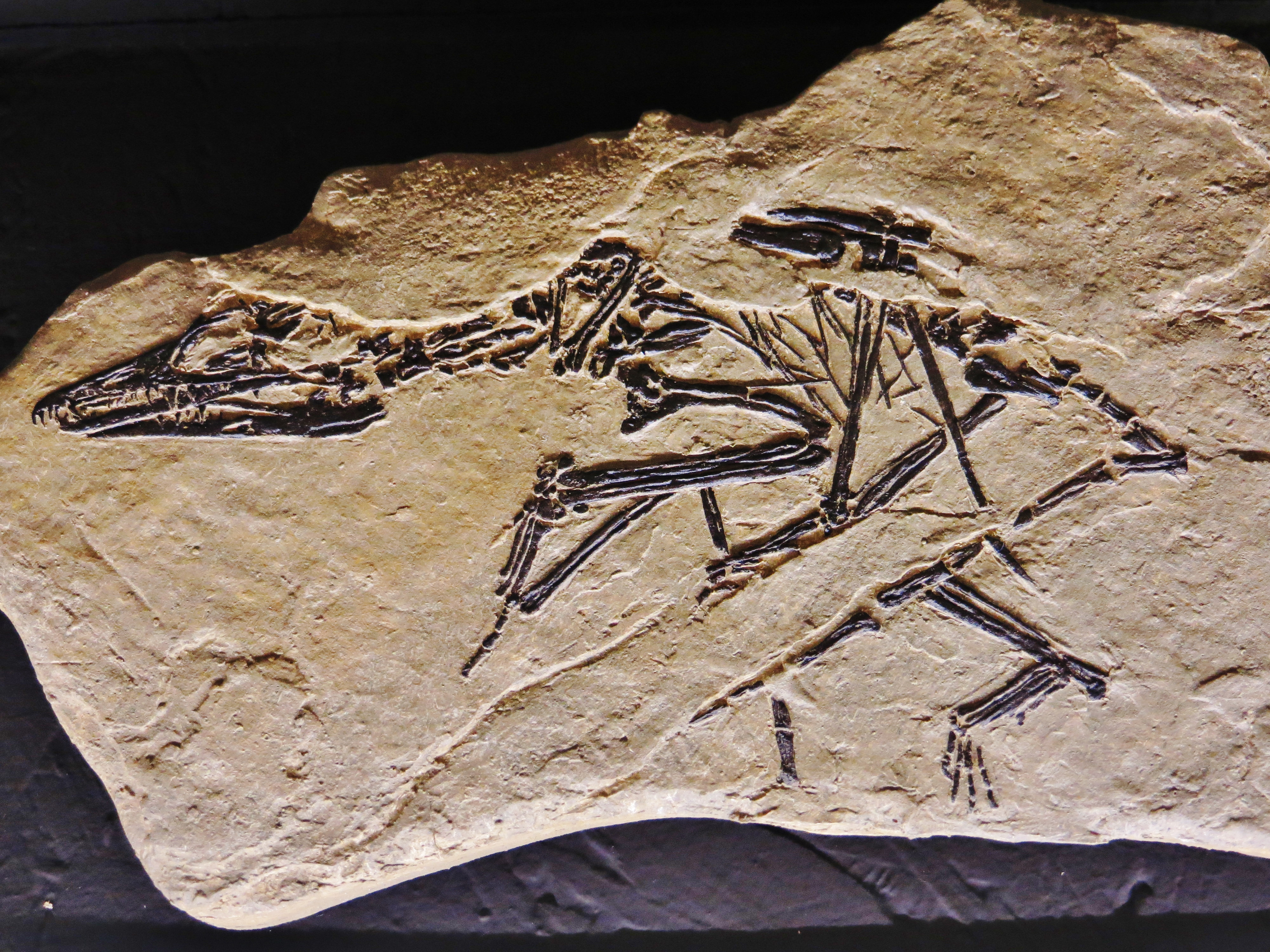
Preondactylus buffarinii.

Lorsque Buffarini a découvert Preondactylus pour la première fois, la fine plaque de calcaire bitumineux et dolomitique contenant le fossile a été accidentellement brisée en morceaux lors de son extraction. Après ré-assemblage, la roche a été nettoyée à l'eau par lui et sa femme et la marne dans laquelle était l'os, a été emportée et perdue. Tout ce qui restait était une empreinte négative sur la pierre, dont un moulage en caoutchouc de silicone a été réalisé pour permettre une étude ultérieure des restes autrement perdus. La majeure partie du squelette est connue, mais les parties postérieures du crâne n'ont pas été préservées. Ce premier spécimen est l'holotype : MFSN-1770.
Un deuxième spécimen désarticulé, MFSN-1891, a été trouvé au même endroit en 1984 à environ 150 à 200 mètres plus profondément dans les strates que la découverte originale. Le deuxième spécimen semble avoir été conservé dans la boulette gastrique d'un poisson prédateur, qui avait consommé le ptérosaure et vomi les morceaux indigestes qui se fossiliseraient plus tard. Des connaissances plus détaillées sur la variabilité des ptérosaures du Trias ont rendu l'identification de ce spécimen comme Preondactylus incertaine, et il se peut même que les restes ne soient pas du tout ceux d'un ptérosaure.
Un troisième spécimen est MFSN 25161, un crâne partiel, dépourvu de mâchoires inférieures.

## Description

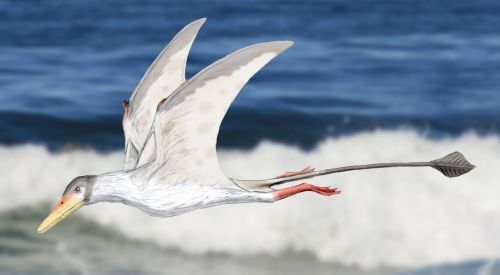
Restauration artistique.

Preondactylus avait des dents à cuspide unique, ce qui signifie qu'elles avaient une pointe sur chaque dent. Son régime alimentaire était composé de poissons, d'insectes ou des deux, mais le débat est toujours en cours car la structure des dents pourrait indiquer l'un ou l'autre régime (ou les deux). L'holotype avait une envergure de 45 cm, tandis qu'un spécimen plus grand référencé aurait une envergure de 1,5 m. Les ailes courtes sont considérées comme une caractéristique « primitive » des ptérosaures, mais Preondactylus était un voleur pleinement développé.

## Classification
Le cladogramme suivant est obtenu après l'analyse en 2014 de Andres (d) et al. et reprise en 2015 par Upchurch et al..
|  | Preondactylus buffarinii  |
|  |                           |
|  | Austriadactylus cristatus |
|  |                           |

|  | Raeticodactylus filisurensis |
|  |                              |
|  | Caviramus schesaplanensis    |
|  |                              |

|  | Arcticodactylus cromptonellus                                                      |
|  |                                                                                    |
|  | \| \| Carniadactylus rosenfeldi \| \| \| \| \| \| Eudimorphodon ranzii \| \| \| \| |
|  |                                                                                    |
|  | Carniadactylus rosenfeldi                                                          |
|  |                                                                                    |
|  | Eudimorphodon ranzii                                                               |
|  |                                                                                    |

|  | Carniadactylus rosenfeldi |
|  |                           |
|  | Eudimorphodon ranzii      |
|  |                           |

|  | Raeticodactylus filisurensis |
|  |                              |
|  | Caviramus schesaplanensis    |
|  |                              |

|  | Arcticodactylus cromptonellus                                                      |
|  |                                                                                    |
|  | \| \| Carniadactylus rosenfeldi \| \| \| \| \| \| Eudimorphodon ranzii \| \| \| \| |
|  |                                                                                    |
|  | Carniadactylus rosenfeldi                                                          |
|  |                                                                                    |
|  | Eudimorphodon ranzii                                                               |
|  |                                                                                    |

|  | Carniadactylus rosenfeldi |
|  |                           |
|  | Eudimorphodon ranzii      |
|  |                           |

|  | Raeticodactylus filisurensis |
|  |                              |
|  | Caviramus schesaplanensis    |
|  |                              |

|  | Arcticodactylus cromptonellus                                                      |
|  |                                                                                    |
|  | \| \| Carniadactylus rosenfeldi \| \| \| \| \| \| Eudimorphodon ranzii \| \| \| \| |
|  |                                                                                    |
|  | Carniadactylus rosenfeldi                                                          |
|  |                                                                                    |
|  | Eudimorphodon ranzii                                                               |
|  |                                                                                    |

|  | Carniadactylus rosenfeldi |
|  |                           |
|  | Eudimorphodon ranzii      |
|  |                           |

|  | Raeticodactylus filisurensis |
|  |                              |
|  | Caviramus schesaplanensis    |
|  |                              |

|  | Arcticodactylus cromptonellus                                                      |
|  |                                                                                    |
|  | \| \| Carniadactylus rosenfeldi \| \| \| \| \| \| Eudimorphodon ranzii \| \| \| \| |
|  |                                                                                    |
|  | Carniadactylus rosenfeldi                                                          |
|  |                                                                                    |
|  | Eudimorphodon ranzii                                                               |
|  |                                                                                    |

|  | Carniadactylus rosenfeldi |
|  |                           |
|  | Eudimorphodon ranzii      |
|  |                           |

|  | Preondactylus buffarinii  |
|  |                           |
|  | Austriadactylus cristatus |
|  |                           |

|  | Raeticodactylus filisurensis |
|  |                              |
|  | Caviramus schesaplanensis    |
|  |                              |

|  | Arcticodactylus cromptonellus                                                      |
|  |                                                                                    |
|  | \| \| Carniadactylus rosenfeldi \| \| \| \| \| \| Eudimorphodon ranzii \| \| \| \| |
|  |                                                                                    |
|  | Carniadactylus rosenfeldi                                                          |
|  |                                                                                    |
|  | Eudimorphodon ranzii                                                               |
|  |                                                                                    |

|  | Carniadactylus rosenfeldi |
|  |                           |
|  | Eudimorphodon ranzii      |
|  |                           |

|  | Raeticodactylus filisurensis |
|  |                              |
|  | Caviramus schesaplanensis    |
|  |                              |

|  | Arcticodactylus cromptonellus                                                      |
|  |                                                                                    |
|  | \| \| Carniadactylus rosenfeldi \| \| \| \| \| \| Eudimorphodon ranzii \| \| \| \| |
|  |                                                                                    |
|  | Carniadactylus rosenfeldi                                                          |
|  |                                                                                    |
|  | Eudimorphodon ranzii                                                               |
|  |                                                                                    |

|  | Carniadactylus rosenfeldi |
|  |                           |
|  | Eudimorphodon ranzii      |
|  |                           |

|  | Raeticodactylus filisurensis |
|  |                              |
|  | Caviramus schesaplanensis    |
|  |                              |

|  | Arcticodactylus cromptonellus                                                      |
|  |                                                                                    |
|  | \| \| Carniadactylus rosenfeldi \| \| \| \| \| \| Eudimorphodon ranzii \| \| \| \| |
|  |                                                                                    |
|  | Carniadactylus rosenfeldi                                                          |
|  |                                                                                    |
|  | Eudimorphodon ranzii                                                               |
|  |                                                                                    |

|  | Carniadactylus rosenfeldi |
|  |                           |
|  | Eudimorphodon ranzii      |
|  |                           |

|  | Raeticodactylus filisurensis |
|  |                              |
|  | Caviramus schesaplanensis    |
|  |                              |

|  | Arcticodactylus cromptonellus                                                      |
|  |                                                                                    |
|  | \| \| Carniadactylus rosenfeldi \| \| \| \| \| \| Eudimorphodon ranzii \| \| \| \| |
|  |                                                                                    |
|  | Carniadactylus rosenfeldi                                                          |
|  |                                                                                    |
|  | Eudimorphodon ranzii                                                               |
|  |                                                                                    |

|  | Carniadactylus rosenfeldi |
|  |                           |
|  | Eudimorphodon ranzii      |
|  |                           |

### Publication roginale
- [1984] (en) R. Wild, « A new pterosaur (Reptilia, Pterosauria) from the Upper Triassic (Norien) of Friuli, Italy », Gortiana — Atti Museo Friuliano di Storia Naturale, vol. 5,‎ 1984, p. 45-62.